# Вамберк
Вамберк (чеськ. Vamberk, нім. Wamberg) — невеличке містечко на північному сході Чехії у Краловеградецькому краю, 5 км південніше від Рихнова-над-Кнежною. Розташоване у підніжжя Орліцкіх гір на річці Здобніца. Населення становить 4676 осіб (станом на 1 січня 2024 р.). Вамберк відомий в усій Чехії завдяки своїм мереживам ручної роботи.

## Населення
Статистичні дані, щодо населення містечка за різні роки:
| 1970 | 4 744 |
| 1980 | 5 183 |
| 1991 | 4 995 |
| 2001 | 4 815 |
| 2003 | 4 768 |
| 2012 | 4 680 |
| 2016 | 4 581 |
| 2020 | 4 567 |
| 2024 | 4 676 |

## Історія
Місто було засноване у першій половині XII століття господами з роду Дрславців. Перша письмова згадка про поселення датується 1341 роком. Оригінальна німецька назва Вальденбург (нім. Waldenburg) походить від місця розташування поселення, тобто у межах великих прикордонних лісів.

## Інфраструктура

### Транспорт
Вамберк розташований на перетині автомобільних шляхів I / 11 (Градець-Кралове — Замберк — Шумперк) та I14 (Наход — Усті-над-Орлиця). Завдяки тому через місто курсують автобусні маршрути, які з'єднують Прагу з Орліцкими Горами і Єсеніками та маршрути з Находско і Подорліцко до Брно. З місцевих автобусних маршрутів найбільш завантаженим є той, який з'єднує Костелець-над-Орліці, Дудлеби, Вамберк і Рихнов-над-Кнежною та маршрут до Усті-над-Орліці.
Залізничний транспорт має тут менше значення. Залізнична станція з’явилася у Вамберку у 1906 році на регіональній залізничній лінії з Дудлебів до Рокітніце в Орліцкіх Горах, де переважно курсували лише пасажирські потяги. На цій залізничній лінії є зупинка у Пеклє-над-Здобніці або «Пекло» (Вамберк), якою користуються й мешканці сусіднього Ягодова. У сусідніх Дудлебах є вузлова станція на лінії Тиністе над Орліці — Летоград) з відгалуженням до Градець-Кралове і Летограду.

### Промисловість
У місті Вамберк розташована фірма «Řetězy Vamberk», яка є одним із найбільших виробників ланцюгів і ланцюгових коліс у середньоєвропейському регіоні. Від 1939 року розпочалося виробництво ланцюгів, що складалися з окремих ланок.
У 1952 році на державному підприємстві почали виробляти роликові ланцюги й ланцюги для сільського господарства.
У 1961 році виробництво розширилося на тягові ланцюги і ланцюги Галло.
У 1978 році розпочала експортувати свою продукцію за кордон.
У 1992 році державне підприємство було приватизоване, у результаті чого змінилися правовий статус підприємства та назва компанії на «Řetězy Vamberk spol. s r. o.», а за рік продукцію підприємства сертифіковано відповідно до DIN ISO 9002.
У 1995 році виробництво продукції для експорту перевищила 50 % від загального обсягу виробництва.
У 1996 році всі активи компанії «Řetězy Vamberk spol. s r. o.» купує державне підприємство «Moravia Mariánské Údolí s.p. — závod 02 Hlubočky».
У 1998 році філію компанії «Řetězy Vamberk — Hlubočky» було продано, а основне виробництво концентрується лише у Вамберку.
У 2003 році продукцію підприємства сертифіковано відповідно до ISO 9001:2000, у результаті чого суттєво збільшилися об'єми виробництва та розширення виробничого асортименту спеціальними ланцюгами.
У 2006—2008 роках компанія суттєво модернізує виробничі потужності.
У 2009 році продукцію підприємства сертифіковано відповідно до ISO 9001:2008. Впроваджено випуск нових виробів та інструментів у 3D.
У 2013 році почали виробляти ланцюгові колеса.

## Історичні пам'ятки

### Сакральні споруди
- Костел Святої Барбари (кінець XVII ст.);
- Костел Святого Прокопа (1707—1713);
- Єврейський цвинтар;
- Капличка «Голгофа».

### Пам'ятки архітектури
- Площа Фонтанів;
- Кам'яний міст через річку Здобніце з вісьмома статуями (1864—1865).

### Пам'ятки монументального мистецтва
- Статуя Христа на колоні;
- Статуя Відпочиваючого Христа;
- Статуя Діви Марії;
- Статуя Святої Анни;
- Колона з фігурою Діви Марії на площі Яна Гуса;
- Статуя Яна Гуса на однойменній площі.

### Музеї
- Музей мережива (вул. Вілімкова, 88)[11].
- Музей мережива Вамберка (вул. Жамберецка, 380)[12].

## Відомі люди
- Антонін Беднарь (чеськ. Antonín Bednář, 1896—1949) — чеський диригент, хормейстер і композитор.
- Арношт Ванчура (чеськ. Arnošt Vančura, 1750—1802) — чеський композитор, піаніст і диригент.
- Августін Вискочіл (чеськ. Augustin Vyskočil, 1852—1922) — диригент Національного театру, професор Празької консерваторії.
- Йозеф Ріхард Вілімек (чеськ. Josef Richard Vilímek, 1835—1911) — чеський письменник, журналіст, видавець. Засновник відомого Празького видавництва «J. R. Vilímek».
- Ян Вацлав Хуго Воржішек (чеськ. Jan Václav Hugo Voříšek, 1791—1825) — чеський композитор, піаніст і органіст.
- Рудолф Горский (чеськ. Rudolf Horský, 1914—2001) — чеський богослов, катехит, духівник та єпископ чехословацької гуситської церкви, професор та декан чехословацького Богословського факультету у Празі.
- Богуміл Дітрт (чеськ. Bohumil Ditrt, 1911—2000) — фотограф, активний учасник товариства «Сокіл».
- Йозеф Калоусек (чеськ. Josef Kalousek, 1838—1915) — чеський історик і правознавець.
- Алоіс Кареш (1822—1885)
- Франтішек Кукол (чеськ. František Koukol, 1915—1940) — учасник Другої світової війни у складі 311-ї чехословацької бомбардувальної ескадрильї Королівських Британських ВПС.
- Павел Людікар (Вискочіл чеськ. Pavel Ludikar, 1882—1967) — чеський оперний співак.
- Франтішек Лютзов (чеськ. František Lützow, 1849—1916) — австрійський аристократ, дипломат, історик, письменник і політик з Чехії, у другій половині XIX століття член Імператорської ради.
- Ян Малий (чеськ. Jan Malý, 1900—1988) — чеський скрипаль, керівник оркестру.
- Ян Махан (чеськ. Jan Machan, 1762—1824) — професор кафедри акушерства, спеціальної патології та хірургії Медико-хірургічного інституту Львівського університету Яна Казимира.
- Франтішек Мєлніцкий (чеськ. František Mielnický, 1822—1876) — чеський скульптор.
- Богуміл Павел (чеськ. Bohumil Pavel, 1901—1976) — вчитель, художник, засновник театру ляльок у Вамберку.
- Франтішек Павлішта (чеськ. František Pavlišta) — диригент.
- Отакар Седлонь (чеськ. Otakar Sedloň, 1885—1973) — чеський художник і професор середньої школи.
- Франтішек Хайніш (чеськ. František Hajniš, 1815—1885) — чеський поет і гуморист.

## Галерея

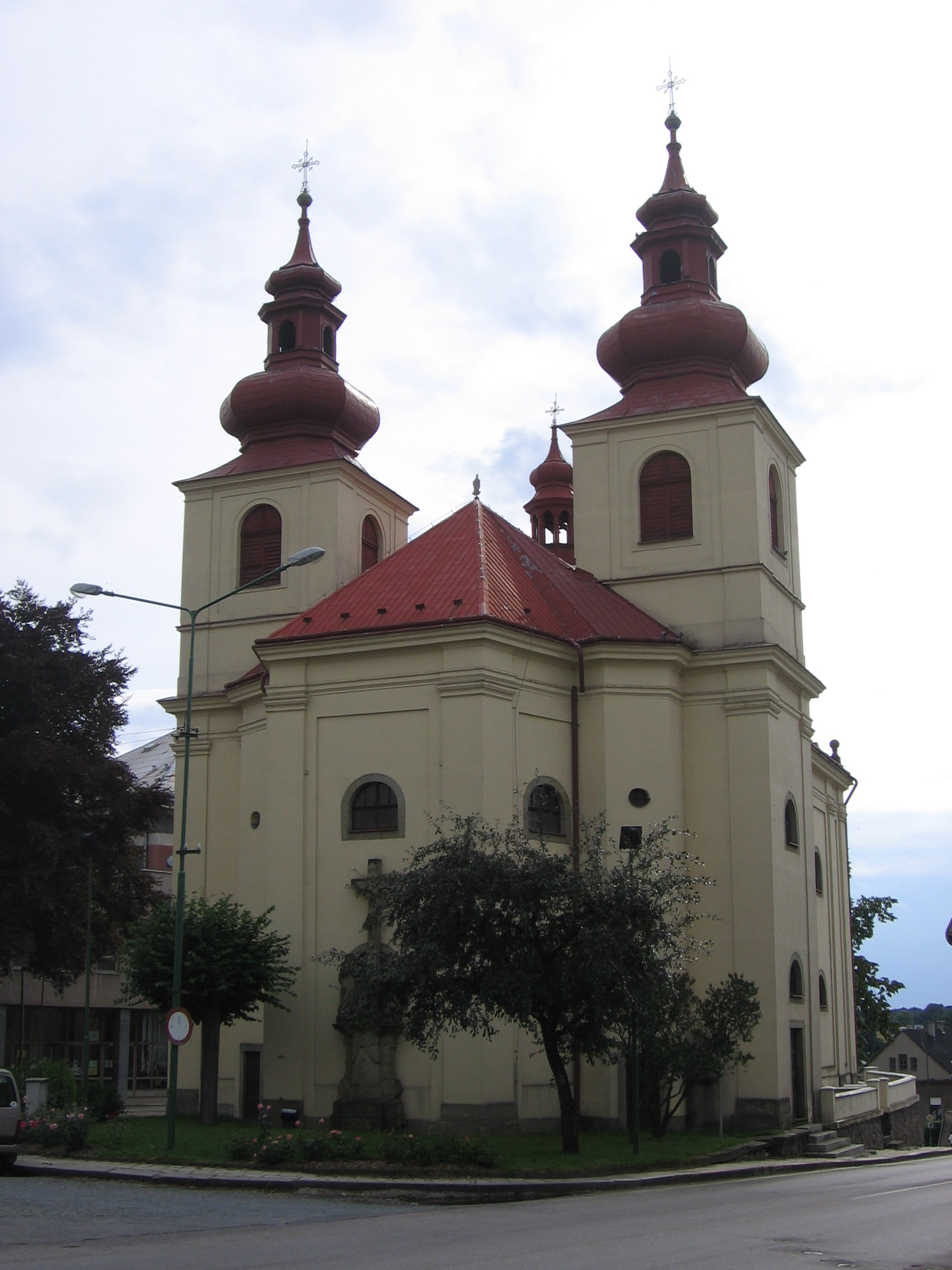
Костел Святого Прокопа
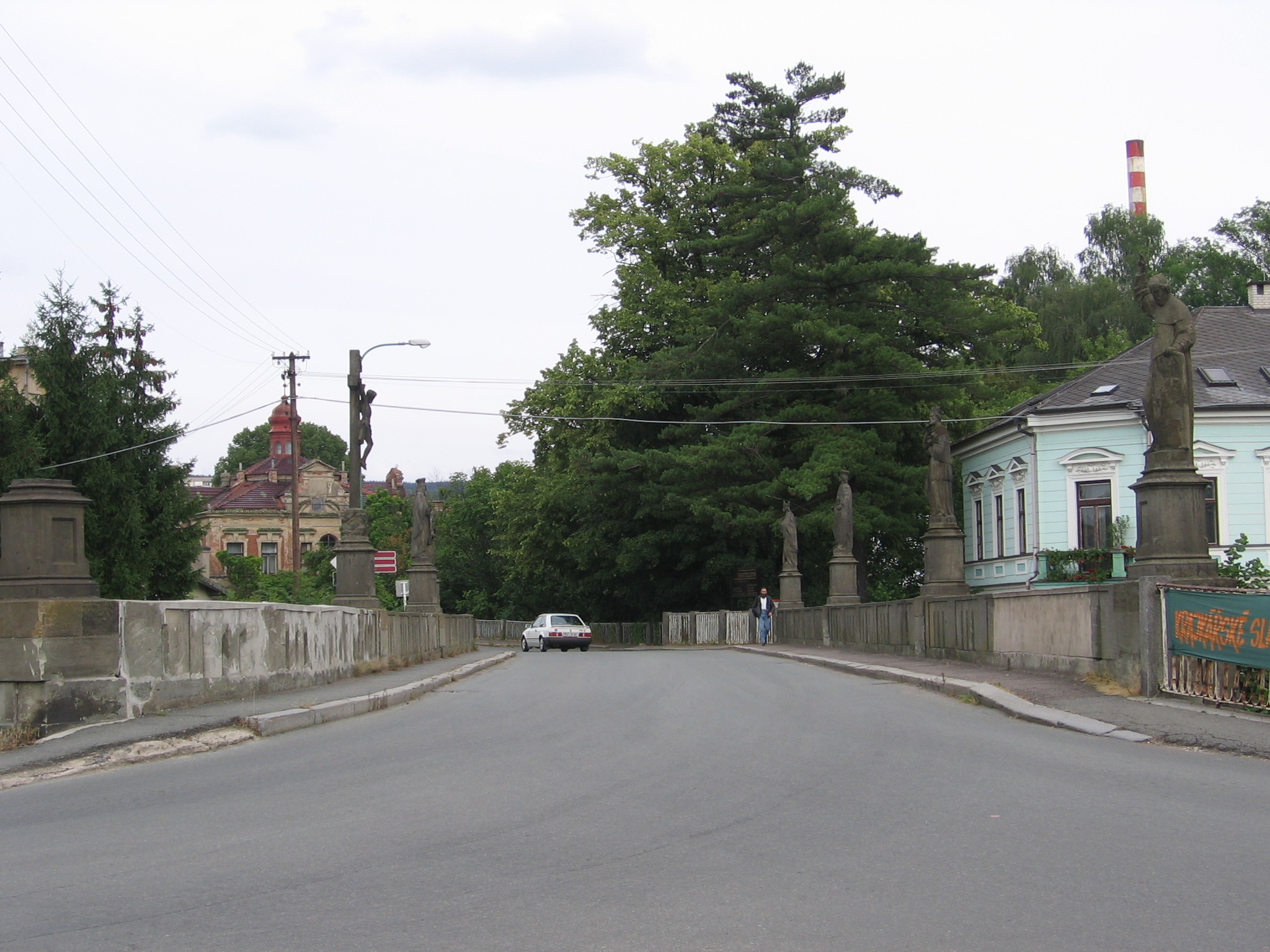
Кам'яний міст
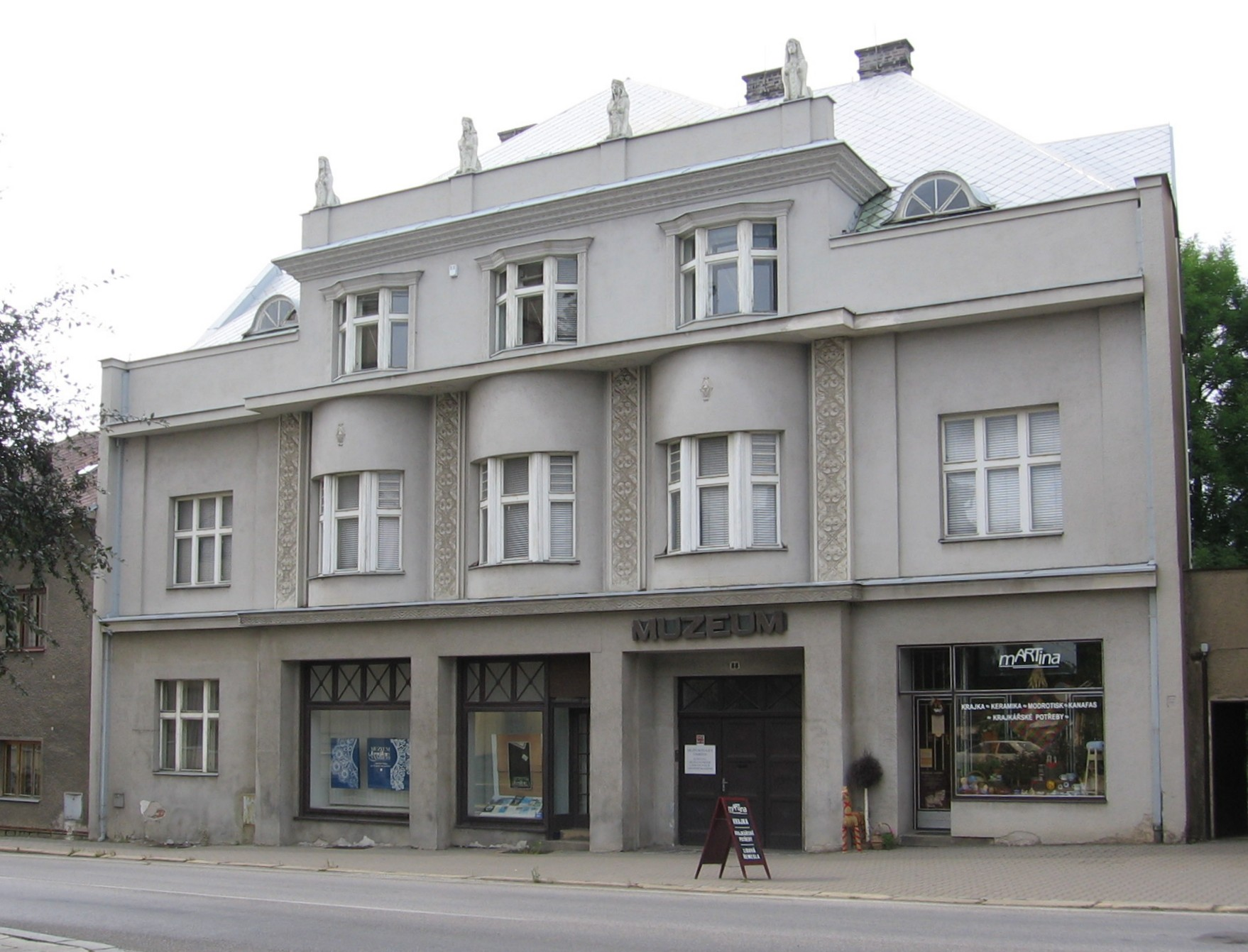
Музей мережива
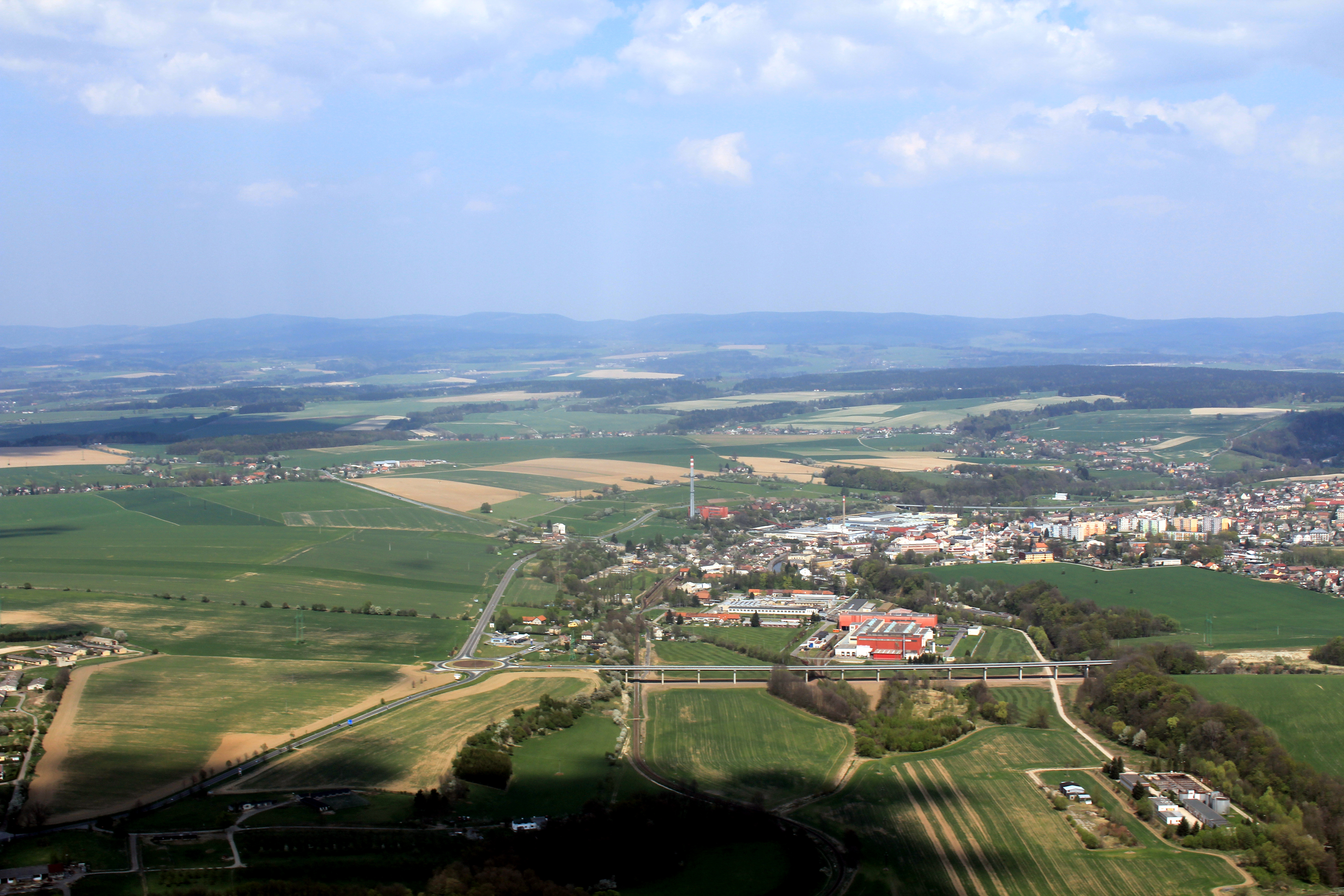
Місто з висоти пташиного польоту
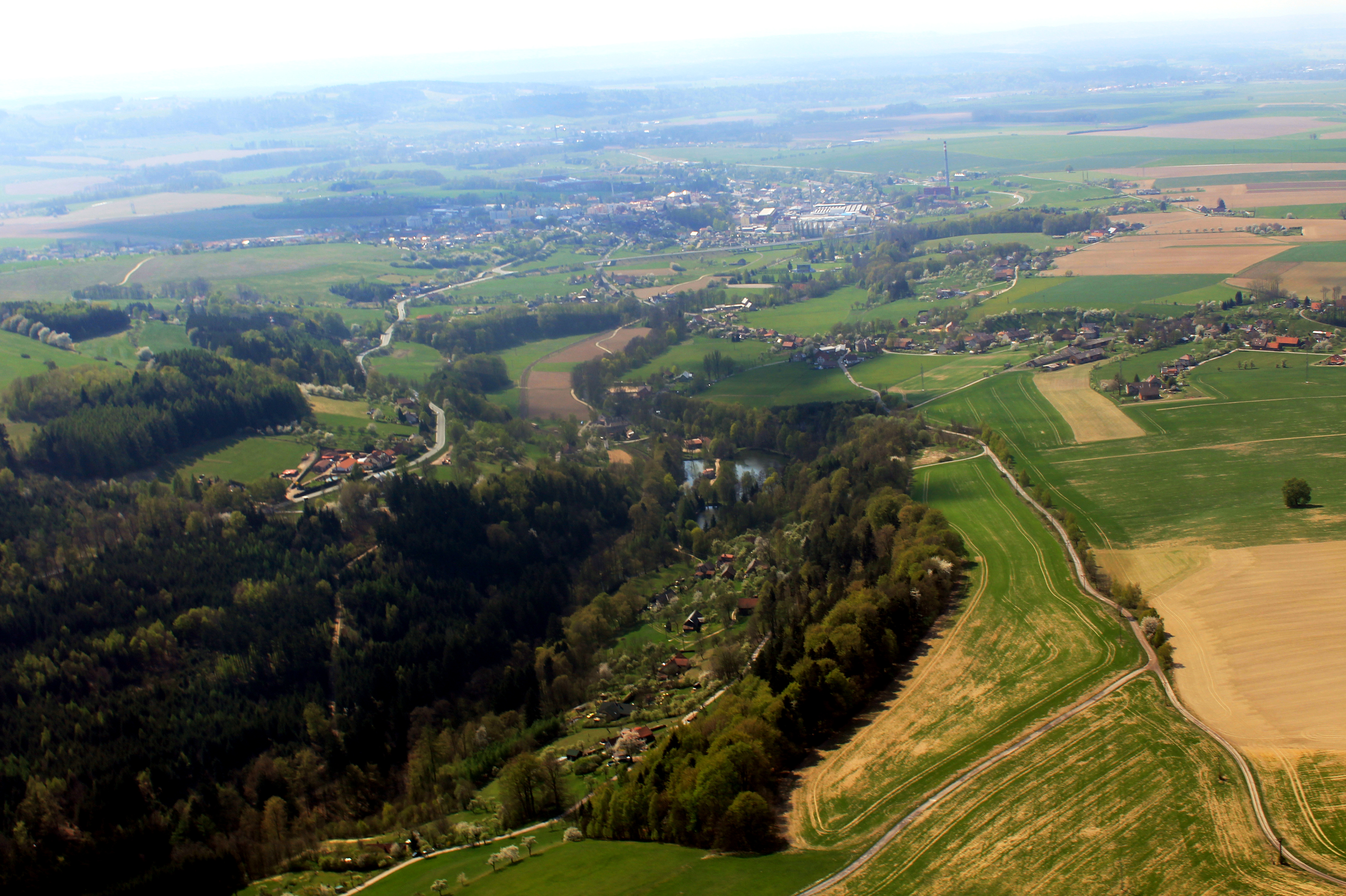
Місто з висоти пташиного польоту
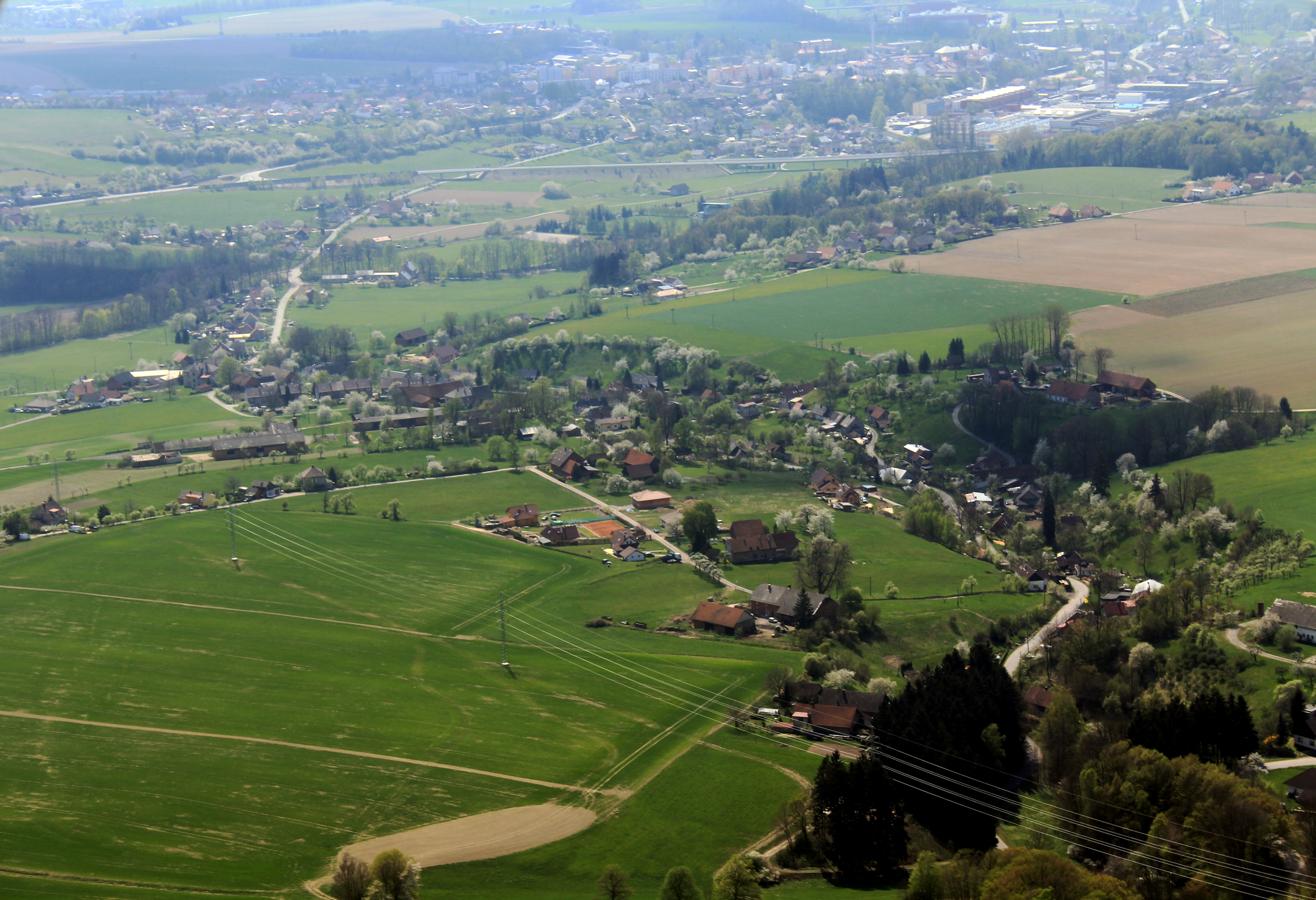
Село Пекло і Вамберк з висоти пташиного польоту
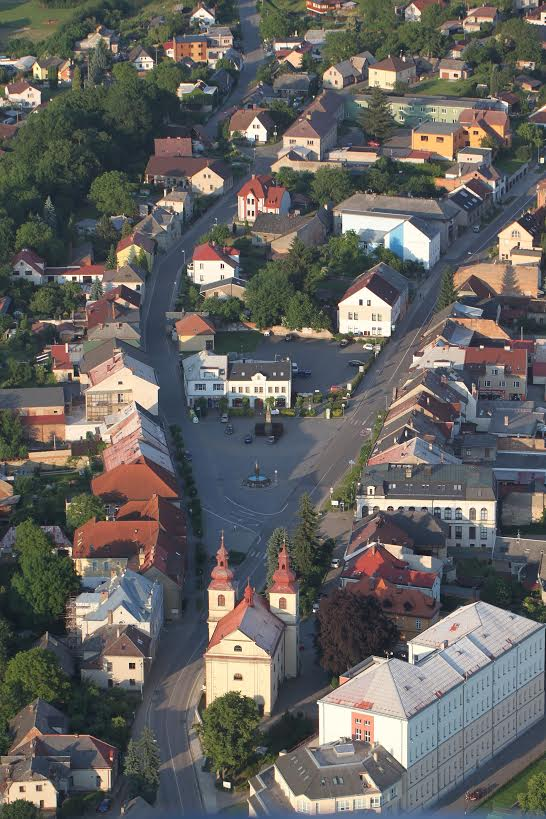
Площа у Вамберку з висоти пташиного польоту
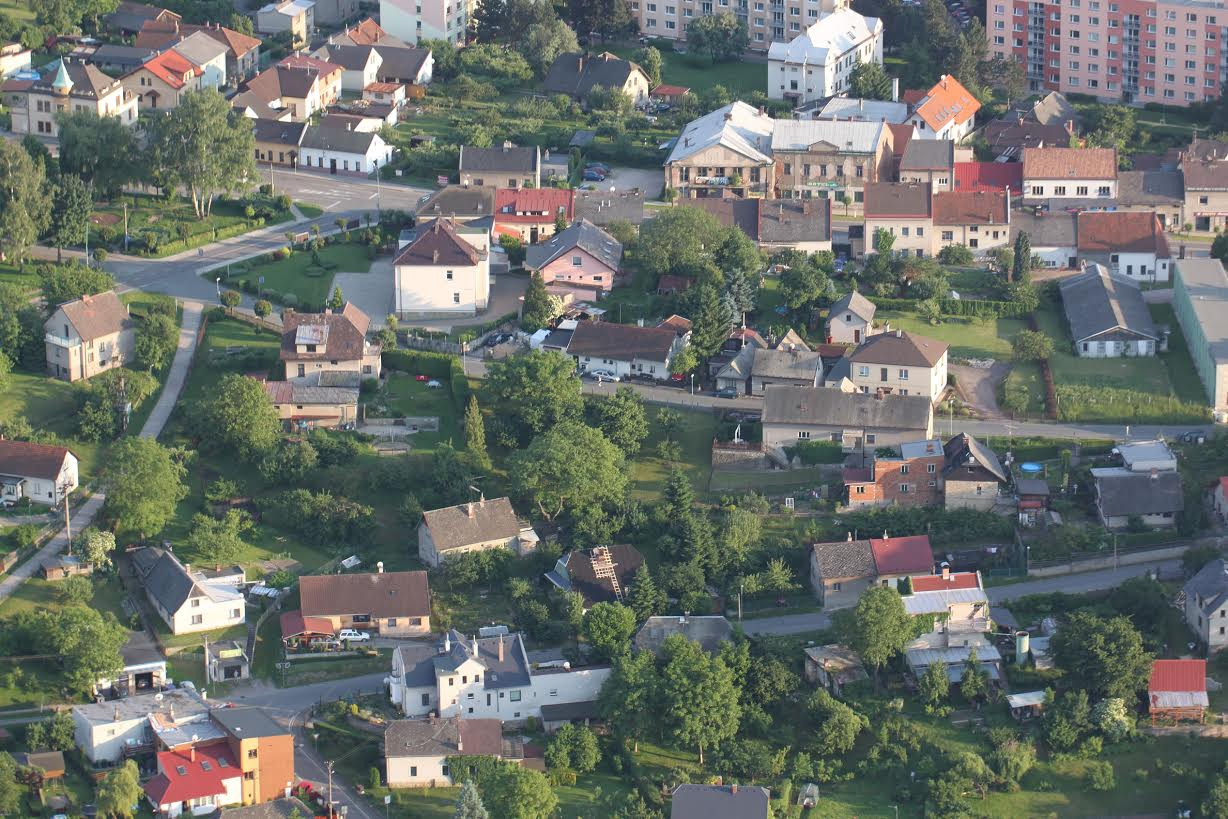
Вулиця Пекельська
Статуя Яна Гуса
Фонтан на площі Гуса
Колона з фігурою Діви Марії на площі Гуса